# Sotsandbi
Sotsandbi (Andrena nigrospina) är en art i insektsordningen steklar som tillhör överfamiljen bin och familjen grävbin. 

## Taxonomi
De två nära släktingarna Andrena nigrospina (denna art) och Andrena pilipes har skiljts ut från arten Andrena carbonaria. Uppdelningen är omdebatterad, och det förekommer att Andrena nigrospina betraktas som en synonym till Andrena pilipes. Svenska Artdatabanken antog tidigare att sotsandbi var arten Andrena pilipes. Nu har de kommit fram till att det i stället är Andrena nigrospina, Andrena pilipes tros inte förekomma i Sverige. Även Finlands Artdatacenter använder trivialnamnet "sotsandbi" för Andrena nigrospina. Då arten med det svenska trivialnamnet "sotsandbi" obestridligen av svenskspråkiga institutioner betraktas som Andrena nigrospina, är det denna koppling som används i den här artikeln.

## Beskrivning
Sotsandbiet har gles, mörkgråaktig behåring och mörka vingar, vilket gör att arten ser nästan svart ut i flykten. Honan har silvergrå hår på bakbenen och korta, brunsvarta hår på mellankroppens rygg, medan hanen saknar den silvergrå behåringen på bakbenen och har en längre och mera rent grå behåring upptill på mellankroppen. Arten är mycket lik sin systerart Andrena pilipes, men hanarna av de två arterna kan åtskiljas genom att den senares hane har korta, brunsvarta hår på mellankroppens rygg, precis som sotsandbiets hona. Arten är stor för att vara ett sandbi, honorna blir omkring 14 mm långa, hanarna omkring 13 mm.

## Ekologi
Sotsandbiet lever på torrängar, alvar med grustäcke och ruderatmarker (outnyttjade områden, "skräpmark").
Arten är polylektisk, den inte specialiserad på någon särskild växt, utan samlar pollen från flera olika familjer som korsblommiga växter (kålsenaper, raps, sandvitor och rättikor), flockblommiga växter (kirskål och björnloka), ärtväxter (ginster och sötväpplingar), korgblommiga växter (maskrosor och tistlar) samt klockväxter (blåmunkar). Flygtiden i norra Europa är från maj (eventuellt juni) till juli.
Som alla sandbin gräver artens hona bogångar med larvbon i marken, försedda med matförråd i form av pollen. Hos denna art grävs boet ut i fin sand, gärna i små kolonier. Bona parasiteras av gökbiet fältgökbi (Nomada subcornuta) som lägger sina ägg i larvcellerna, ett ägg i varje, och vars larv lever av den insamlade födan, sedan värdägget ätits upp eller värdlarven dödats.

## Utbredning
Arten förekommer i Europa från södra och centrala England i väst och österut till stora delar av Centraleuropa. Den europeiska utbredningen är emellertid svår att uppskatta; på grund av likheten med Andrena pilipes har troligtvis många tidiga observationer missbestämts.
I Sverige har arten gått tillbaka, och finns numera (under 2020-talet) främst bara i Skåne, Öland och Gotland.
I Finland finns arten från Åland och sydkusten nordöst till Norra Karelen.
I Sverige är arten rödlistad som sårbar (VU),, medan den i Finland är rödlistad som nära hotad (NT).